# 風来先生
『風来先生』（ふうらいせんせい）はNHK「銀河ドラマ」枠で1970年12月7日から12月18日まで放送された連続テレビドラマである。カラー作品。全10回。NHK大阪制作。

## 概要
「銀河ドラマ」第45作。地方の高校に赴任した青年教師が巻き起こすさまざまな騒動を描く痛快青春ドラマ。白川渥の新聞連載小説を映画監督の中島貞夫が脚色、放映時には「坊ちゃん」の現代版と紹介されていた。

## 物語
就職調査票に「どんな辺境の地も厭わない」と大書した国文科の学生白戸勉吉は、縁あって山陰の小都市にある私立明道高校に赴任する。下宿は新任の同僚一色と同じ家で、隣家には未亡人の左近女医と女子大生万里子の美人母娘。授業に出ると学校一の美少女雪江の姿に目が止まり、勉吉は嬉しくて仕方がない。ところが、校内で喫煙していた町のボスの息子青田を問答無用で殴ったことが大騒動に発展、勉吉は窮地に追い込まれる。

## キャスト
- 白戸勉吉 - 大出俊
- 左近万里子 - 土田早苗
- 丹沢校長 - 志村喬
- 一色 - 東野孝彦
- 新庄雪江 - 服部妙子
- 左近女医 - 姫ゆり子
- 五島助五郎 - 大泉滉
- 土井垣 - 佐藤蛾次郎
- 内田教授 - 西山辰夫
- 小野田 - 表淳夫
- 伊之坂 - 日高久
- 教頭 - 松岡与志雄
- 青田 - 延増守俊
- 多々良純
- 中田ダイマル
- 伊吹友木子

## スタッフ
- 原作：白川渥　「風来先生」（講談社  1959）
- 脚本：中島貞夫
- 演出：吉崎寧彦、椿恭造
- 音楽：小倉博
- 制作：境正顕

## 参考資料
- 「テレビジョンドラマ」（放送映画出版）